# Julia Swayne Gordon
Pour les articles homonymes, voir Julia, Swayne et Gordon.
Julia Swayne Gordon, née le 29 octobre 1878 à Columbus dans l'Ohio, aux États-Unis, et morte le 28 mai 1933 à Los Angeles, en Californie (États-Unis), est une actrice américaine dont la majeure partie de la carrière s'est déroulée au cinéma muet.

## Biographie
Gordon est née à Columbus, dans l'Ohio, en 1878, de Louis et Anna Smith et y a fait ses études. Elle étudie l'art dramatique à Denver.
Gordon déménage ensuite à New York et joue dans des pièces de théâtre, après quoi elle se produit avec Henrietta Crosman et James A. Herne.
Le travail de Gordon au cinéma commence en 1905 avec la Edison Company, et en 1908 elle passe aux Vitagraph Studios[1]. En 1911, elle joue dans la représentation à l'écran de la légende de Lady Godiva par Vitagraph. Cependant, sa performance la plus mémorable est sans doute celle de la mère de Richard Arlen dans le film muet Wings, sorti en 1927, sur la Première Guerre mondiale, qui a remporté le premier Oscar du meilleur film. Dans une scène très dramatique de cette production acclamée, Gordon fait ses adieux à Arlen alors qu'il part s'entraîner au combat aérien en France.
Elle meurt en mai 1933 d'un cancer à son domicile d'Hollywood, à l'âge de 54 ans.

## Filmographie

### Années 1900
- 1908 : Othello : Desdemona
- 1908 : Richard III de J. Stuart Blackton et William V. Ranous
- 1908 : Le Marchand de Venise (The Merchant of Venice) : Portia
- 1909 : Le Roi Lear (King Lear) : Cordelia
- 1909 : Le Songe d'une nuit d'été (A Midsummer night's dream) de Charles Kent et J. Stuart Blackton : Helena

### Années 1910
- 1910 : Twelfth Night : Olivia
- 1910 : The Fruits of Vengeance
- 1910 : Jean Goes Fishing
- 1910 : Clancey
- 1911 : Society and the Man : l'épouse
- 1911 : Le Conte de deux cités (A Tale of Two Cities)
- 1911 : An Aching Void
- 1911 : Though Your Sins Be as Scarlet : la femme écarlate
- 1911 : A Klondike Steal; or, The Stolen Claim
- 1911 : The Peace Offering; or, The Absconding Bridget : l'épouse
- 1911 : Hungry Hearts; or, The Children of Social Favorites : l'épouse
- 1911 : The Welcome of the Unwelcome : The Soon-to-be Second Mrs. King
- 1911 : A Dead Man's Honor : la mère de Hugh
- 1911 : The Ends of the Earth
- 1911 : The Sacrifice : La mère du condamné
- 1911 : Barriers Burned Away
- 1911 : A Quaker Mother
- 1911 : Courage of Sorts
- 1911 : The Battle Hymn of the Republic de Laurence Trimble et James Stuart Blackton
- 1911 : In Northern Forests
- 1911 : Snow Bound with a Woman Hater
- 1911 : The Lure of Vanity
- 1911 : Treasure Trove
- 1911 : Billy the Kid : la mère de Billy
- 1911 : How Betty Won the School
- 1911 : A Friendly Marriage
- 1911 : Forgotten; or, An Answered Prayer : la sœur du père
- 1911 : Carr's Regeneration
- 1911 : Daddy's Boy and Mammy : la mère
- 1911 : The Missing Will
- 1911 : Selecting His Heiress
- 1911 : The Cabin Boy : la mère
- 1911 : Lady Godiva de J. Stuart Blackton : Lady Godiva
- 1911 : The Foolishness of Jealousy
- 1911 : A Message from Beyond
- 1911 : Suffer Little Children
- 1911 : Saving the Special : la femme de l'ingénieur
- 1911 : Fires of Driftwood
- 1912 : Captain Jenks' Dilemma
- 1912 : The Meeting of the Ways : La femme de l'avocat honnête
- 1912 : Tom Tilling's Baby : la mère
- 1912 : Her Boy
- 1912 : Playmates
- 1912 : The Chocolate Revolver : la mère de la petite fille
- 1912 : The Love of John Ruskin
- 1912 : Her Last Shot : la femme du fermier
- 1912 : Stenographers Wanted
- 1912 : The Diamond Brooch : une star au théâtre
- 1912 : Cardinal Wolsey
- 1912 : Mrs. Carter's Necklace
- 1912 : Burnt Cork
- 1912 : At Scrogginses' Corner
- 1912 : The Jocular Winds of Fate : Mrs. De Voe
- 1912 : The Woman Haters : Mrs. Henson
- 1912 : The Pink Pajama Girl : la mère de Cecilia
- 1912 : The Victoria Cross : Florence Nightingale
- 1912 : Fortunes of a Composer
- 1912 : The Lady of the Lake : Lady Margaret, la mère de Roderick
- 1912 : The Cylinder's Secret : la mère de Nell
- 1912 : The Light that Failed
- 1912 : The Days of Terror; or, In the Reign of Terror : Duchesse de Berac
- 1912 : The Gamblers
- 1912 : The Troublesome Step-Daughters : Cina Burton, la belle-mère
- 1912 : A Bunch of Violets : une actrice qui a perdu son fils
- 1912 : Conscience : la femme de Donnelly
- 1912 : Rock of Ages : Madeleine
- 1912 : Wanted, a Sister : la mère
- 1912 : Vultures and Doves
- 1912 : Flirt or Heroine
- 1912 : Coronets and Hearts
- 1912 : The Higher Mercy : Mrs. Brinton
- 1912 : Her Choice : la tante
- 1912 : Father's Hot Toddy
- 1912 : Bettina's Substitute; or, There's No Fool Like an Old Fool
- 1912 : Lord Browning and Cinderella : la veuve Gibson
- 1912 : Ida's Christmas : Mrs. Jones
- 1912 : Two Women and Two Men : Mrs. Thornwell
- 1912 : Freckles
- 1913 : The Wings of a Moth
- 1913 : Thou Shalt Not Kill
- 1913 : The Vengeance of Durand; or, The Two Portraits : Marion
- 1913 : When Mary Grew Up : la tante de Mary
- 1913 : Buttercups : une veuve
- 1913 : Beau Brummel : la Duchesse
- 1913 : Red and White Roses : Lida de Jeanne
- 1913 : His Honor, the Mayor : la femme du maire
- 1913 : The Artist's Great Madonna
- 1913 : Tricks of the Trade : la complice du mendiant
- 1913 : His House in Order; or, The Widower's Quest : la gouvernante
- 1913 : The Drop of Blood : Carmina
- 1913 : The Lion's Bride : Christine Johnson
- 1913 : The Tiger Lily : Cleo, le lys tigré
- 1913 : The Lady and the Glove
- 1913 : The Kiss of Retribution : une aventurière
- 1913 : Luella's Love Story
- 1913 : The Warmakers
- 1913 : The Whimsical Threads of Destiny
- 1914 : Uncle Bill
- 1914 : The Painted World : Elois Murree
- 1914 : Four Thirteen
- 1914 : Back to Broadway
- 1914 : The Idler
- 1914 : Old Reliable
- 1914 : The Girl from Prosperity
- 1914 : The Battle of the Weak
- 1914 : He Never Knew
- 1914 : The Vanity Case
- 1914 : A Million Bid : Mrs. Belgradin
- 1914 : Shadows of the Past : Helene
- 1914 : The Hidden Letters
- 1914 : An Affair for the Police
- 1914 : How Cissy Made Good
- 1915 : Two Women : Emily Leighton
- 1915 : Lifting the Ban of Coventry
- 1915 : Mr. Jarr and the Lady Reformer
- 1915 : The Juggernaut : Mrs. Ruskin
- 1915 : The Goddess
- 1915 : The Sins of the Mothers : Mrs. Raymond
- 1915 : The Battle Cry of Peace : Magdalen
- 1915 : Life's Yesterdays
- 1915 : The Tigress
- 1915 : Hearts Ablaze
- 1915 : Wasted Lives
- 1915 : The Thirteenth Girl : Ray Schiller
- 1916 : My Lady's Slipper : Marie Antoinette
- 1916 : The Island of Surprise : Mrs. Lovell
- 1916 : The Suspect : Lady Armitage
- 1916 : The Daring of Diana : Fanchette
- 1916 : The Enemy : Mrs. Stuart
- 1917 : Her Right to Live : Mrs. Hoadley
- 1917 : Arsene Lupin de Paul Scardon : Victoire
- 1917 : The Hawk : Mme De Tierrache
- 1917 : Clover's Rebellion : Mrs. Childe
- 1917 : The Soul Master : Laura Wilson
- 1917 : The Maelstrom : Gwennie Lyne
- 1917 : A Son of the Hills : Ann Walden
- 1917 : The Message of the Mouse : Marcia Elmore
- 1917 : Soldiers of Chance : Dolores
- 1917 : In the Balance : Lady Hilda Mullock
- 1918 : The Desired Woman de Paul Scardon : Mrs. Moore
- 1918 : Over the Top : Mrs. Wagner
- 1918 : The Soap Girl : Mrs. Van Ruhl
- 1918 : Love Watches : Marquise de Javigny
- 1919 : The Captain's Captain : Aun Euphemia
- 1919 : The Girl Problem : Mme Reeves
- 1919 : Miss Dulcie from Dixie de Joseph Gleason : Tante John
- 1919 : Two Women : Emily Leighton
- 1919 : A stitch in Time : Mme Trevor
- 1919 : The Painted World : Elois Murree
- 1919 : Shadows of the Past : Helene, la complice
- 1919 : The Girl-Woman : Laura Hobbs
- 1919 : The Bramble Bush : Madame Joan Marche
- 1919 : The Moonshine Trail : Mme Ashford

### Années 1920
- 1920 : Greater Than Fame (en) d'Alan Crosland : Mme Waring
- 1920 : The Friendly Call
- 1920 : For Love or Money de Burton L. King : Helen Gerard
- 1920 : L'Étreinte du passé (Lifting Shadows) de Léonce Perret : Comtesse Vera Lobanoff
- 1920 : A Child for Sale : Paula Harrison
- 1920 : Heliotrope : Josephine Hasdock
- 1921 : The Silver Lining : Gentle Annie
- 1921 : Le Pèlerin passionné (The Passionate Pilgrim) : Madame Watt
- 1921 : Behind Masks : Madame Ena Delore
- 1921 : Love, Hate and a Woman : Mrs. Ramsey
- 1921 : Burn 'Em Up Barnes (en) de Colbert Clark et Armand Schaefer : Mrs. Whitney Barnes
- 1921 : Why Girls Leave Home : Mrs. Wallace
- 1921 : Handcuffs or Kisses : Mrs. Walton
- 1921 : Shams of Society : Mrs. Crest
- 1922 : The Road to Arcady : Helen Girard
- 1922 : My Old Kentucky Home de Ray C. Smallwood : Mrs. Goodloe
- 1922 : Le Foyer en péril (What's Wrong with the Women?) de Roy William Neill : Mrs. Bascom
- 1922 : Wildness of Youth : Mrs. Martha Kane
- 1922 : When the Desert Calls : The White Angel
- 1922 : La Rencontre (Till We Meet Again) de Christy Cabanne : Mrs. Whitney Carter
- 1922 : How Women Love : Mrs. Nevins
- 1922 : Women Men Marry : tante Gertrude
- 1922 : La Reine de New-York (The Darling of the Rich) : Dippy Helen
- 1923 : Dark Secrets de Victor Fleming : Mme Rutherford
- 1923 : The Tie That Binds : Leila Brant
- 1923 : You Can't Fool Your Wife : Lillian Redell
- 1923 : Scaramouche de Rex Ingram : la Comtesse Thérèse de Plougastel
- 1925 : Not So Long Ago de Sidney Olcott : Mme Ballard
- 1925 : La Chance d'un joueur (The Wheel) de Victor Schertzinger : Mrs. Morton
- 1925 : Lights of Old Broadway de Monta Bell : Mrs. de Rhonde
- 1926 : The Far Cry : Helen Clayton
- 1926 : Bride of the Storm : la mère de Faith
- 1926 : Le Diable par la queue (Early to Wed) de Frank Borzage : Mrs. Hayden
- 1926 : Diplomacy : Marquise de Zares
- 1927 : Le Coup de foudre (It) de Clarence G. Badger : Mrs. Van Norman
- 1927 : Heaven on Earth : Aunt Emilie
- 1927 : Le Roi des rois (The King of Kings) de Cecil B. DeMille : rôle indéterminé
- 1927 : Les Enfants du divorce (Children of Divorce) de Frank Lloyd et Josef von Sternberg : Princesse De Sfax
- 1927 : Les Ailes (Wings) de William A. Wellman : la mère de David
- 1928 : 13 Washington Square : Mrs. Allistair
- 1928 : Hearts of Men : Mrs. Robert Weston
- 1928 : The Smart Set : Mrs. Van Buren
- 1928 : The Scarlet Dove : la tante
- 1928 : Road House de Richard Rosson : Mrs. Henry Grayson
- 1928 : Les Vikings (The Viking) de Roy William Neill : Thorhild, la mère de Leif
- 1928 : L'amour joue et gagne (Three Weekends) de Clarence G. Badger : Mme Witherspoon
- 1929 : Loin du ghetto (The Younger Generation) de Frank Capra : Mme Striker
- 1929 : The Eternal Woman : Mrs. Forbes
- 1929 : La Divine Lady (The Divine Lady) de Frank Lloyd : Duchesse d'Argyle
- 1929 : Scandal : Mme Grant
- 1929 : La Fille dans la cage de verre (The Girl in the Glass Cage) de Ralph Dawson : Mme Pomfret
- 1929 : Gold Diggers of Broadway de Roy Del Ruth : Cissy Gray
- 1929 : Is Everybody Happy? : Mme Molnár

### Années 1930
- 1930 : Dumbbells in Ermine : Mme Corey
- 1930 : The Dude Wrangler de Richard Thorpe
- 1930 : For the Love o' Lil de James Tinling : Mme Walker
- 1930 : Today : Mme Farrington
- 1931 : The Primrose Path
- 1931 : Captain Applejack : Mme Kate Pengard
- 1931 : Docteur Karlov (Drums of Jeopardy) de George B. Seitz : une aristocrate au banquet
- 1931 : Misbehaving Ladies : Princesse Delatorre
- 1931 : Up for Murder de Monta Bell et Edward L. Cahn
- 1931 : The False Madonna de Stuart Walker : Mme Swanson
- 1932 : L'Homme que j'ai tué (Broken Lullaby) de Ernst Lubitsch
- 1932 : The Golden West : Mme Summers
- 1932 : Secrets of the French Police : Mme Danton
- 1932 : Girl Crazy de William A. Seiter
- 1933 : Hello, Everybody! : Mme Smith